# Pók (vasút)

Egy pók működés közben

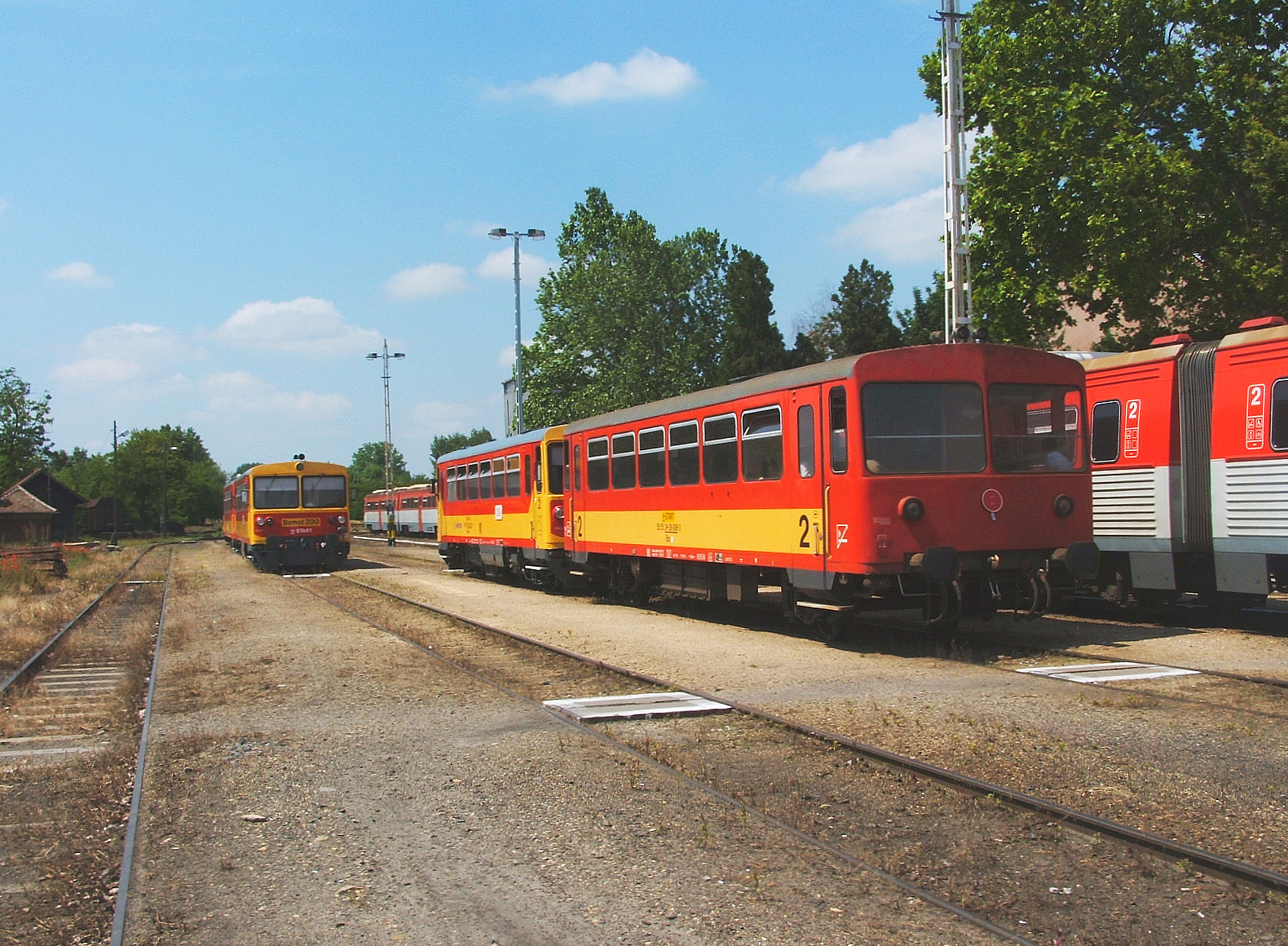
Négyszeres vonatkereszt Lakiteleken

Az integrált ütemes menetrend hálózati csomópontjainak átszállási rendszerét póknak nevezzük a menetrend út-idő diagrambeli megjelenés jellegzetes képére utalva. Egyszerű esetben a pók két fázisból áll:
- gyűjtő fázis (ráhordás), amikor a járatok beérkeznek minden irányból;
- terítő fázis (leosztás), amikor minden járat kirajzik, azaz továbbindulnak a ráhordáskor érkezett vonatok, esetleg visszaindulnak előző fordulójuk kiindulási állomására.

A pókok biztosítják azt, hogy a hálózati csomópontokban mindenhonnan mindenhová biztosított az átszállás lehetősége.
A "pók" kifejezés a csatlakozási rendszer út-idő diagrambeli megjelenéséről kapta nevét, ugyanis pókra hasonlít.